# Syngaster polychroma
Syngaster polychroma är en stekelart som beskrevs av Iqbal, Austin och Sergey A. Belokobylskij 2006. Syngaster polychroma ingår i släktet Syngaster och familjen bracksteklar. Inga underarter finns listade i Catalogue of Life.